# Olympische Jugend-Winterspiele 2012/Teilnehmer (Lettland)
| Gelbes Symbol für Goldmedaillen mit stilisierten Olympischen Ringen | Graues Symbol für Silbermedaillen mit stilisierten Olympischen Ringen | Braundes Symbol für Bronzemedaillen mit stilisierten Olympischen Ringen |
| ------------------------------------------------------------------- | --------------------------------------------------------------------- | ----------------------------------------------------------------------- |
| 1                                                                   | 1                                                                     | 1                                                                       |

Lettland nahm an den Olympischen Jugend-Winterspielen 2012 in Innsbruck mit 16 Athleten in sieben Sportarten teil.

## Sportarten

### Biathlon
| Athleten                                                 | Wettbewerb                         | Zeit (Schießfehler) | Rang |
| -------------------------------------------------------- | ---------------------------------- | ------------------- | ---- |
| Jungen                                                   |                                    |                     |      |
| Jānis Slavēns                                            | 7,5 km Sprint                      | 23:50,9 min (2)     | 45   |
| Jānis Slavēns                                            | 10 km Verfolgung                   | 41:33,3 min (10)    | 48   |
| Linards Zēmelis                                          | 7,5 km Sprint                      | 25:11,0 min (5)     | 49   |
| Linards Zēmelis                                          | 10 km Verfolgung                   | 37:56,6 min (2)     | 43   |
| Mädchen                                                  |                                    |                     |      |
| Gunita Gaile                                             | 6 km Sprint                        | 27:09,1 min (6)     | 47   |
| Gunita Gaile                                             | 7,5 km Verfolgung                  | 42:01,1 min (4)     | 46   |
| Gemischt                                                 |                                    |                     |      |
| Gunita Gaile Zane Eglīte Linards Zēmelis Arnis Pētersons | Mixed-Staffel Skilanglauf/Biathlon | 1:17:29,0 h (0+6)   | 23   |

### Bob
| Athleten                      | Wettbewerb | Durchgang 1 | Durchgang 2 | Gesamt      | Gesamt |
| Athleten                      | Wettbewerb | Zeit        | Zeit        | Zeit        | Rang   |
| ----------------------------- | ---------- | ----------- | ----------- | ----------- | ------ |
| Jungen                        |            |             |             |             |        |
| Oskars Ķibermanis Elvis Kamšs | Zweierbob  | 54,57 s     | 54,80 s     | 1:49,37 min | 4      |

### Eishockey
| Athleten                  | Wettbewerb       | Qualifikation | Qualifikation | Finale | Finale |
| Athleten                  | Wettbewerb       | Punkte        | Rang          | Punkte | Rang   |
| ------------------------- | ---------------- | ------------- | ------------- | ------ | ------ |
| Jungen                    |                  |               |               |        |        |
| Augusts Valdis Vasiļonoks | Skills-Challenge | 35            | 1             | 22     | Gold   |

### Rennrodeln
| Athleten                            | Wettbewerb   | Durchgang 1 | Durchgang 2 | Gesamt       | Gesamt |
| Athleten                            | Wettbewerb   | Zeit        | Zeit        | Zeit         | Rang   |
| ----------------------------------- | ------------ | ----------- | ----------- | ------------ | ------ |
| Jungen                              |              |             |             |              |        |
| Rihards Lozbers                     | Einsitzer    | 40,110 s    | 40,003 s    | 1:20,113 min | 6      |
| Riks Rozītis                        | Einsitzer    | 39,838 s    | 39,968 s    | 1:19,806 min | Silber |
| Imants Marcinkēvičs Kristens Putins | Doppelsitzer | 43,415 s    | 42,985 s    | 1:26,400 min | 7      |
| Mädchen                             |              |             |             |              |        |
| Ulla Zirne                          | Einsitzer    | 40,184 s    | 40,295 s    | 1:20,479 min | Bronze |

| Athleten                                                    | Wettbewerb  | Mädchen  | Junge    | Doppel   | Gesamt       | Gesamt |
| Athleten                                                    | Wettbewerb  | Zeit     | Zeit     | Zeit     | Zeit         | Rang   |
| ----------------------------------------------------------- | ----------- | -------- | -------- | -------- | ------------ | ------ |
| Gemischt                                                    |             |          |          |          |              |        |
| Ulla Zirne Riks Rozītis Imants Marcinkēvičs Kristens Putins | Teamstaffel | 44,742 s | 48,197 s | 47,184 s | 2:20,123 min | 6      |

### Skeleton
| Athleten        | Durchgang 1 | Durchgang 2 | Gesamt      | Gesamt |
| Athleten        | Zeit        | Zeit        | Zeit        | Rang   |
| --------------- | ----------- | ----------- | ----------- | ------ |
| Jungen          |             |             |             |        |
| Dāvis Dreimanis | 59,22 s     | 59,24 s     | 1:58,46 min | 8      |

### Ski Alpin
| Athleten        | Wettbewerb   | Durchgang 1 | Durchgang 2        | Gesamt             | Gesamt             |
| Athleten        | Wettbewerb   | Zeit        | Zeit               | Zeit               | Rang               |
| --------------- | ------------ | ----------- | ------------------ | ------------------ | ------------------ |
| Jungen          |              |             |                    |                    |                    |
| Miks Zvejnieks  | Super-G      |             |                    | 1:09,99 min        | 32                 |
| Miks Zvejnieks  | Riesenslalom | 1:00,31 min | 56,16 s            | 1:56,47 min        | 13                 |
| Miks Zvejnieks  | Slalom       | 43,35 s     | 39,83 s            | 1:23,18 min        | 13                 |
| Miks Zvejnieks  | Kombination  | DNF         | nicht qualifiziert | nicht qualifiziert | nicht qualifiziert |
| Mädchen         |              |             |                    |                    |                    |
| Agnese Āboltiņa | Super-G      |             |                    | 1:13,14 min        | 27                 |
| Agnese Āboltiņa | Riesenslalom | DNF         | nicht qualifiziert | nicht qualifiziert | nicht qualifiziert |
| Agnese Āboltiņa | Slalom       | 48,41 s     | 42,87 s            | 1:31,28 min        | 16                 |
| Agnese Āboltiņa | Kombination  | 1:10,67 min | 41,62 s            | 1:52,29 min        | 22                 |

### Skilanglauf
| Athleten        | Wettbewerb      | Qualifikation | Qualifikation | Viertelfinale      | Viertelfinale      | Halbfinale         | Halbfinale         | Finale             | Finale             |
| Athleten        | Wettbewerb      | Zeit          | Rang          | Zeit               | Rang               | Zeit               | Rang               | Zeit               | Rang               |
| --------------- | --------------- | ------------- | ------------- | ------------------ | ------------------ | ------------------ | ------------------ | ------------------ | ------------------ |
| Jungen          |                 |               |               |                    |                    |                    |                    |                    |                    |
| Arnis Pētersons | 10 km klassisch |               |               |                    |                    |                    |                    | 32:14,7 min        | 24                 |
| Arnis Pētersons | Sprint          | 1:49,62 min   | 26            | 1:50,1 min         | 4                  | nicht qualifiziert | nicht qualifiziert | nicht qualifiziert | nicht qualifiziert |
| Mädchen         |                 |               |               |                    |                    |                    |                    |                    |                    |
| Zane Eglīte     | 5 km klassisch  |               |               |                    |                    |                    |                    | 20:54,0 min        | 38                 |
| Zane Eglīte     | Sprint          | 2:24,79 min   | 37            | nicht qualifiziert | nicht qualifiziert | nicht qualifiziert | nicht qualifiziert | nicht qualifiziert | nicht qualifiziert |